# Honoré-Beaugrand (métro de Montréal)
Honoré-Beaugrand est la station terminus est de la ligne verte du Métro de Montréal. Elle est située dans le quartier Mercier, arrondissement Mercier–Hochelaga-Maisonneuve de Montréal, province de Québec au Canada.

## Situation sur le réseau

Plan du métro (2021).

Établie en souterrain, Honoré-Beaugrand est la station terminus nord de la ligne verte du métro de Montréal, située avant la station Radisson, en direction du terminus sud Angrignon.
Elle dispose des deux voies de la ligne, encadrée par deux quais latéraux. Après la station qui marque le terminus de la ligne une voie en tiroir et une voie de garage permettent notamment de garer une rame de relève. Ensuite deux tunnels avec des voies uniques mènent au dépôt qui comprend un garage et un atelier,.

## Histoire
La station Honoré-Beaugrand est mise en service le 6 juin 1976, lors du prolongement de la ligne de Frontenac au nouveau terminus nord de Honoré-Beaugrand. Elle est nommée en référence à la rue éponyme qui doit son nom à Honoré Beaugrand (1848-1906), « journaliste et romancier, fondateur du journal La Patrie en 1879 et maire de Montréal en 1885 et 1886 ». Elle est due à l'architecte Yves Bernard du Bureau de transport métropolitain,.
Le 2 mai 2017, débute un important chantier de remise à niveau de la station, qui comprend également sa mise en accessibilité avec l'installation d'ascenseurs. Le 14 décembre 2018 elle devient la 14e station du réseau et la seconde de la ligne verte à être entièrement accessible aux personnes à la mobilité réduite, du fait qu'elle est maintenant dotée de trois ascenseurs en services,.

## Œuvre d'art
La station comporte une œuvre d'art séparée en deux parties. Elle est créée par l'artiste Jean-Paul Mousseau en 1976.

### Description
Les murs des escaliers reliant la mezzanine aux quais sont revêtus de carreaux de céramique formant deux murales abstraites et symétriques. Tel un négatif, le motif bleu des carreaux de céramique du mur sud se transpose en motif rouge sur le mur nord.

## Services aux voyageurs

### Accès et accueil
- L'édicule A comporte six sorties. trois vers la Rue Honoré-Beaugrand et trois autres vers une boucle de bus. Contient un ascenseur pour les personnes à mobilités réduites.
- L'édicule B: Cet édicules comporte une seule sortie vers la rue Sherbrooke. Une station de BiXi, des vélos en libre-service, se trouve à proximité.
- L'édicule C: Cet édicule comporte quatre sorties. Une vers la Rue Sherbrooke, une vers la Rue Honoré-Beaugrand et deux vers une boucle d'autobus.

Installations
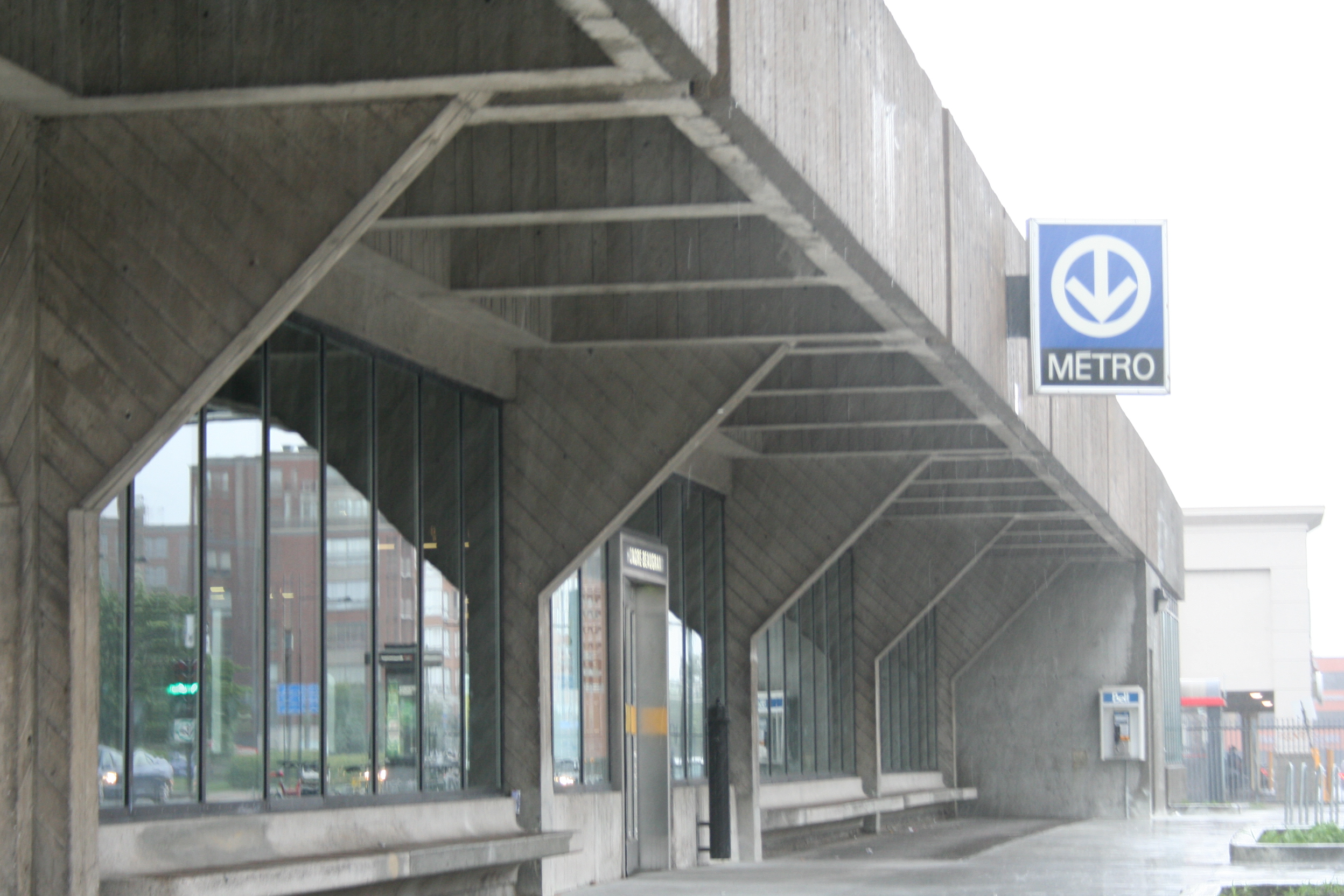
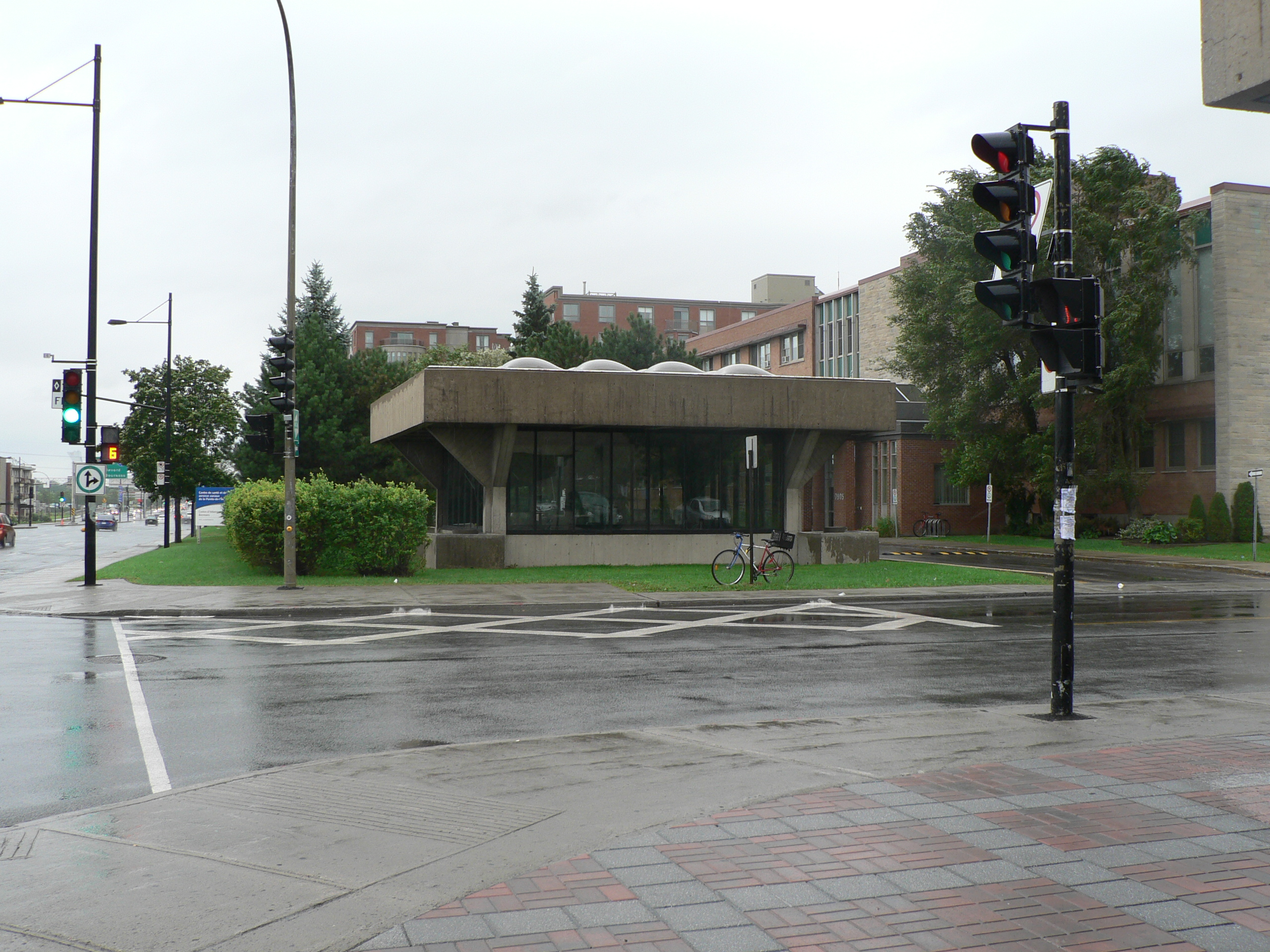
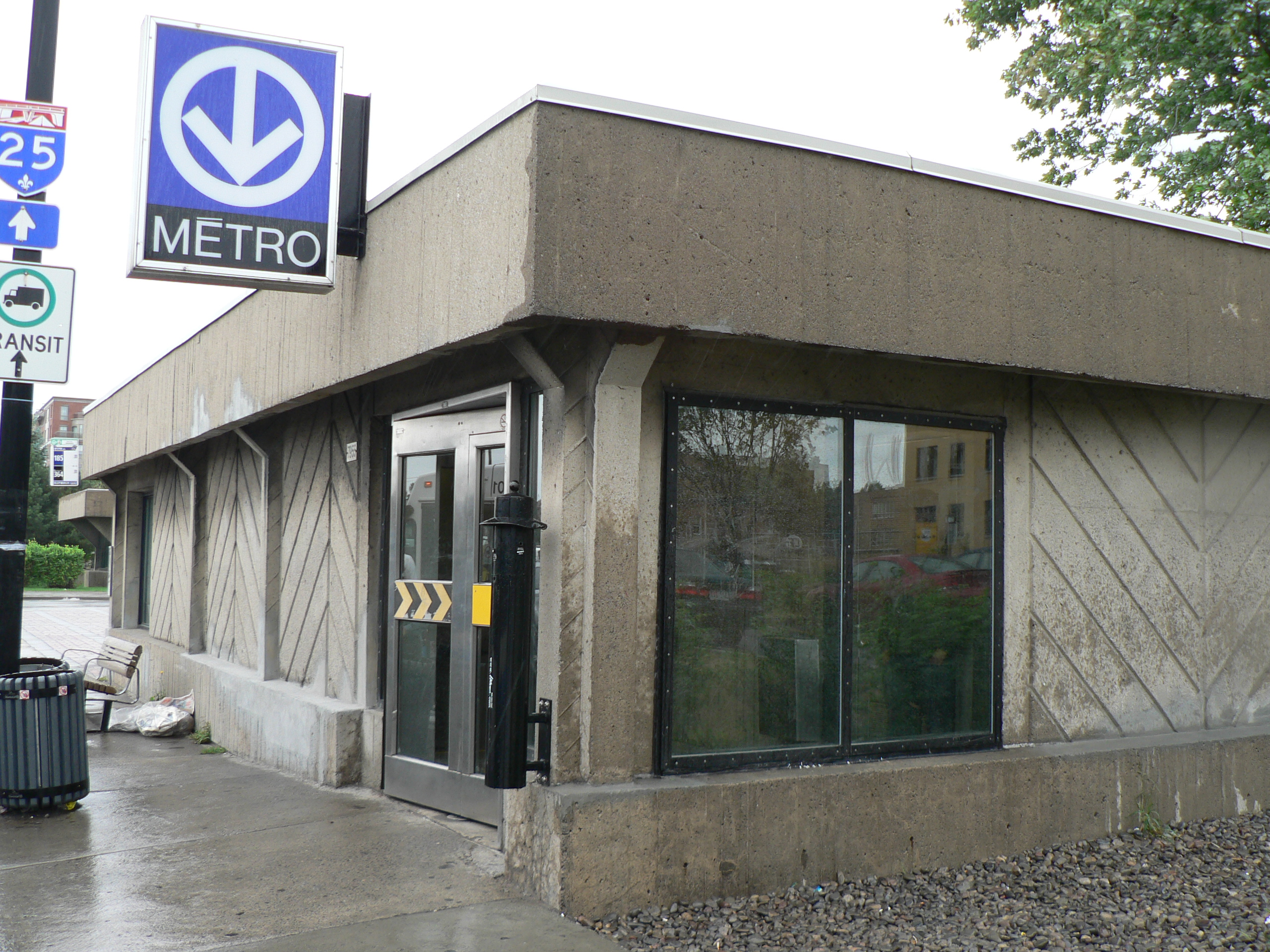

### Desserte
Honoré-Beaugrand est desservie par les rames qui circulent sur la ligne verte du métro de Montréal. En semaine de 05h30 à 00h38, le samedi de 05h30 à 01h08 et le dimanche de 05h30 à 00h38. Le rythme de passage est fonction de la période en heures de pointe ou hors heures de pointe, elle varie de 3 à 12 minutes.

Installations et desserte
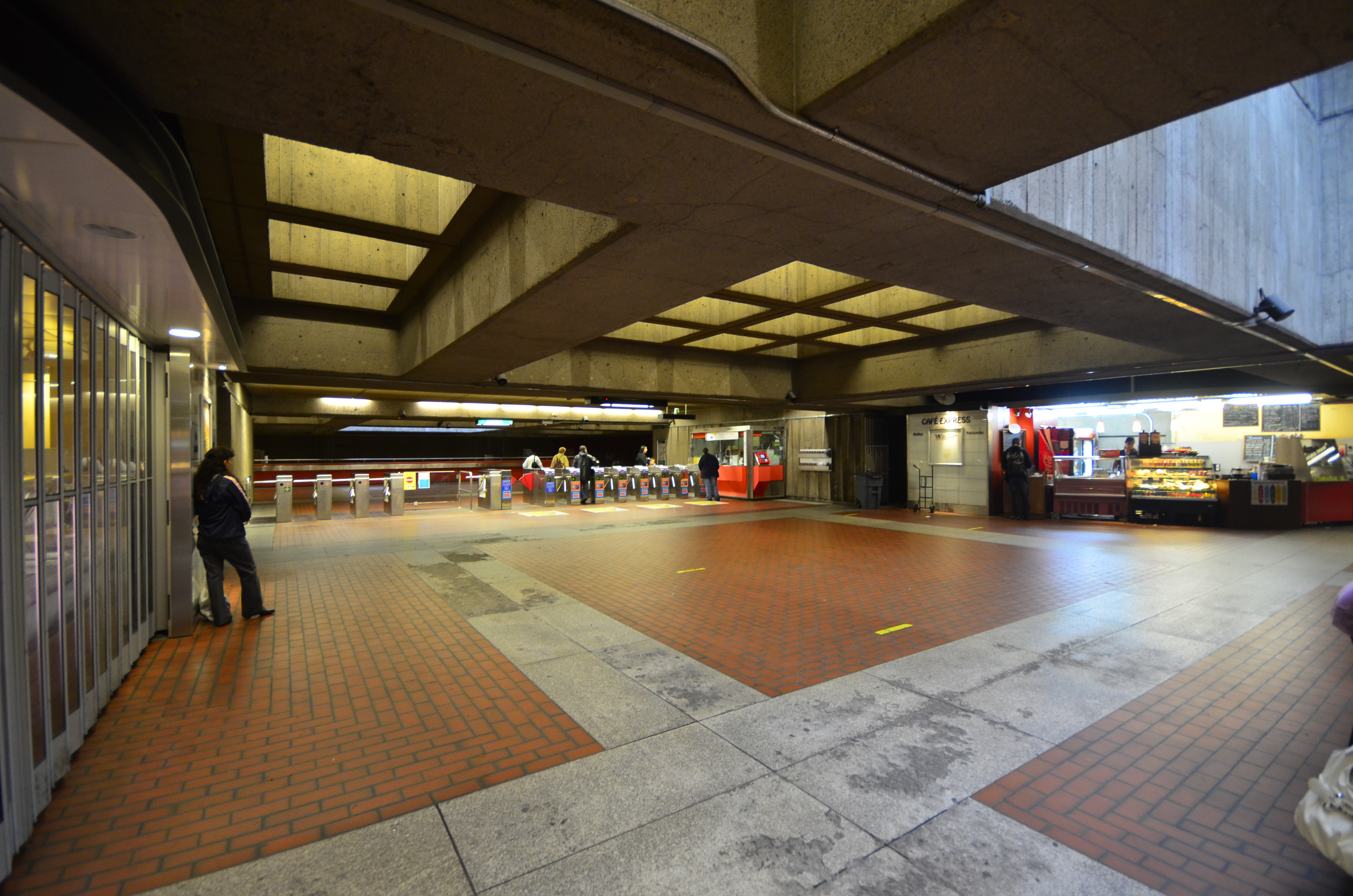
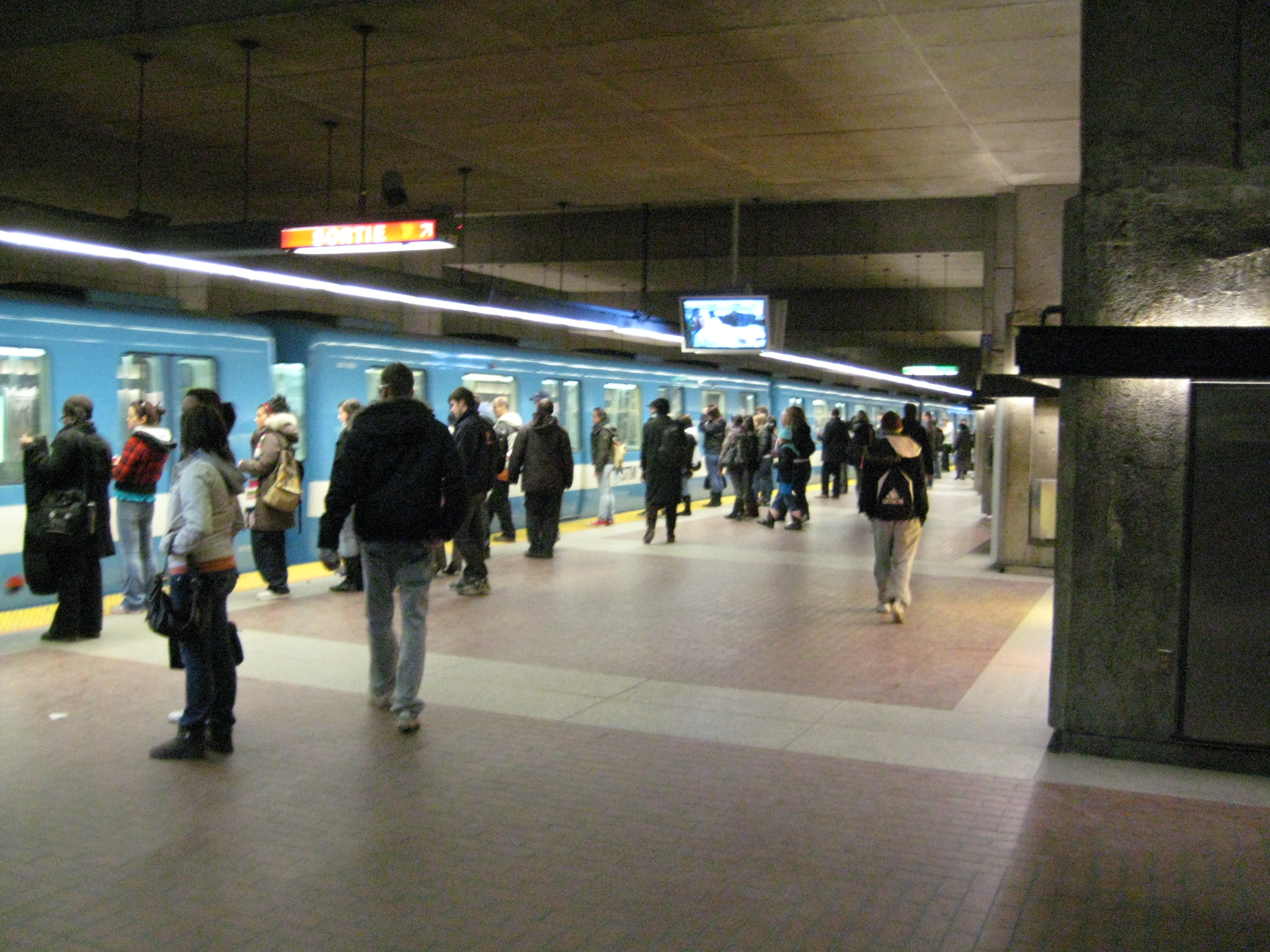

### Intermodalité
La station est en correspondance avec de nombreuses lignes de bus STM.
| Numéros | Noms                     | Service          |
| ------- | ------------------------ | ---------------- |
| 18      | Beaubien                 | De Jour          |
| 26      | Mercier-Est              | De Jour          |
| 28      | Honoré-Beaugrand         | De Jour          |
| 85      | Hochelaga                | De Jour          |
| 141     | Jean-Talon Est           | De Jour          |
| 185     | Sherbrooke               | De Jour          |
| 186     | Sherbrooke-Est           | De Jour          |
| 187     | René-Lévesque            | De Jour          |
| 189     | Notre-Dame               | De Jour          |
| 362     | Hochelaga/Notre-Dame     | De Nuit          |
| 364     | Sherbrooke/Joseph-Renaud | De Nuit          |
| 370     | Rosemont                 | De Nuit          |
| 486     | Express Sherbrooke       | Heures de pointe |
| 487     | Express Bout-de-l'Île    | Heures de pointe |

Installations et desserte
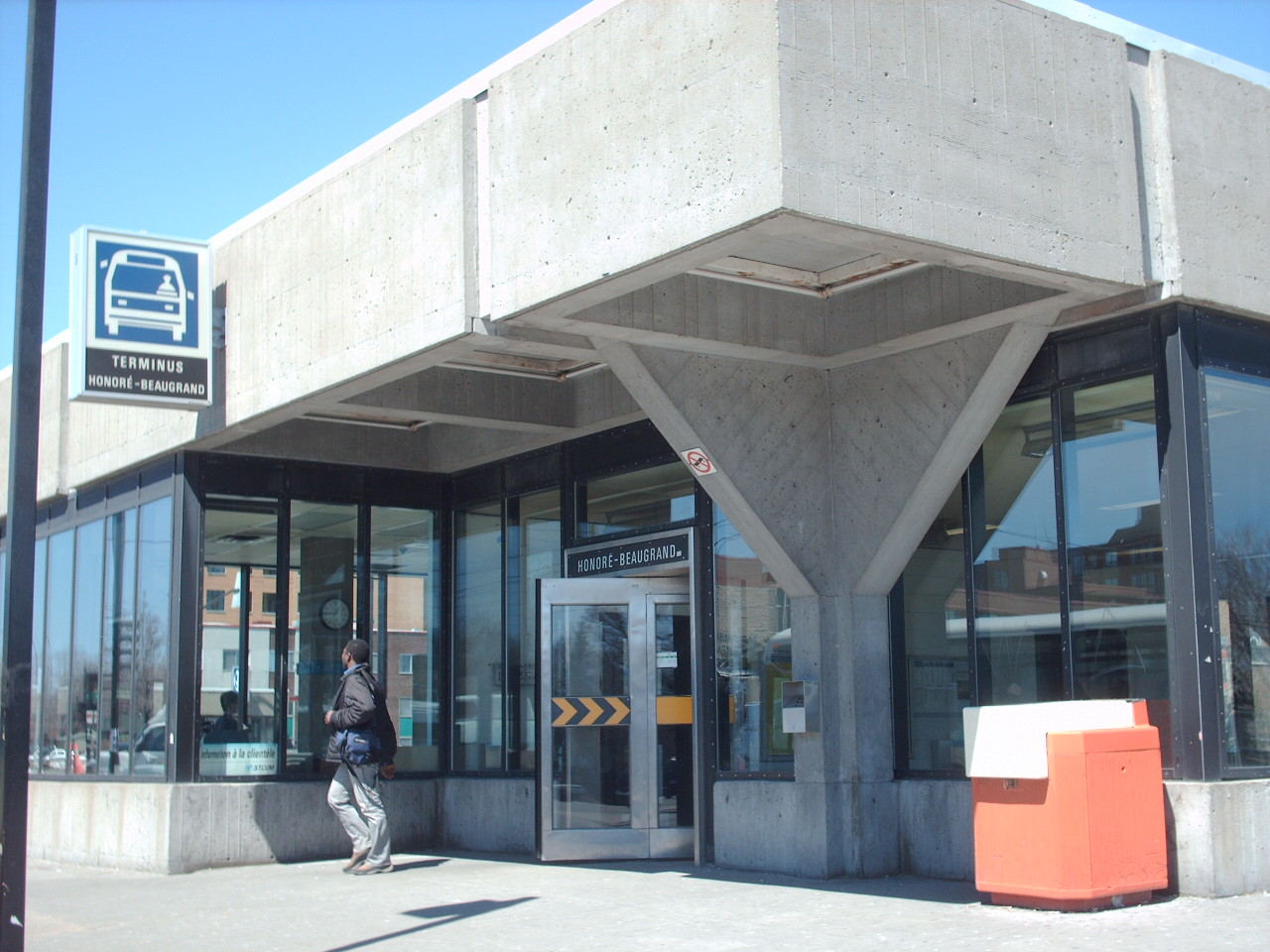
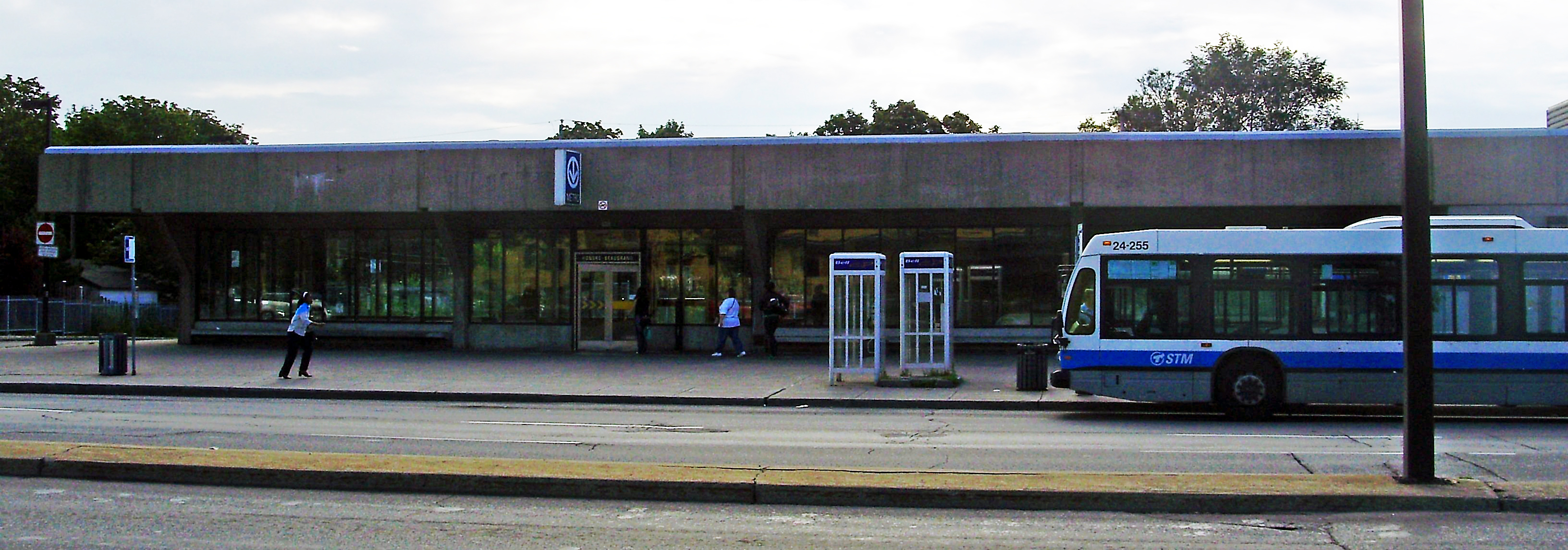

## À proximité
- Centre hospitalier juif de l'Espérance
- Centre commercial Champlain
- Centre Jeunesse de Montréal Institut universitaire site Mont Saint-Antoine
- Pont-tunnel Louis-Hippolyte-La Fontaine
- Église catholique St-François d'Assises
- CHSP Biermans
- Maison de la culture Mercier